# Севанаванк
Севанаванк (на арменски: Սեւանավանք) е манастирски комплекс в Армения, разположен на полуостров в северозападната част на езерото Севан, в близост до град Севан, провинция Гегаркуник. Принадлежи към Арменската апостолическа църква.

## История
Според надпис на една от църквите манастир Севанаванк е основан през 874 г. от принцеса Мариам, дъщерята на Ашот I (който става цар десетилетие по-късно). По онова време Армения все още се бори, за да се освободи от арабското владичество.
Манастирът е бил строг, тъй като той е бил предназначен за съгрешили монасите от град Ечмиадзин. Френският изследовател Жан-Мари Шопен, който обикаля Кавказ, посещава манастира през 1830 г. описва как монасите сами си налагат забрана на месо, вино и жени. Друг изследовател, който посещава манастира през 1850 г., описва как все още ръкописи се копират ръчно.
- Sevanavank

|  | Тази страница частично или изцяло представлява превод на страницата Sevanavank в Уикипедия на английски. Оригиналният текст, както и този превод, са защитени от Лиценза „Криейтив Комънс – Признание – Споделяне на споделеното“, а за съдържание, създадено преди юни 2009 година – от Лиценза за свободна документация на ГНУ. Прегледайте историята на редакциите на оригиналната страница, както и на преводната страница, за да видите списъка на съавторите. ВАЖНО: Този шаблон се отнася единствено до авторските права върху съдържанието на статията. Добавянето му не отменя изискването да се посочват конкретни източници на твърденията, които да бъдат благонадеждни. |